# SK Moravské Budějovice
Sportovní klub Moravské Budějovice je český fotbalový klub z Moravských Budějovic, který byl založen v sobotu 25. března 1911. Od sezony 2018/19 hraje I. B třídu Vysočiny (7. nejvyšší soutěž).
Největším úspěchem klubu je účast ve 2. nejvyšší soutěži (1951–1952), v mládežnické kategorii je to 4. místo mladšího dorostu v mistrovství republiky v ročníku 1952.

## Historické názvy
Zdroj: 
- 1911 – SK Moravské Budějovice (Sportovní klub Moravské Budějovice)
- 1939 – AFK Moravské Budějovice (Atletický fotbalový klub Moravské Budějovice) – sloučením s DSK Moravské Budějovice
- 1949 – ZSJ Agrostroj Moravské Budějovice (Závodní sokolská jednota Agrostroj Moravské Budějovice)
- 1952 – ZSJ VŽKG Moravské Budějovice (Závodní sokolská jednota Vítkovické železárny Klementa Gottwalda Moravské Budějovice)
- 1953 – DSO Baník VŽKG Moravské Budějovice (Dobrovolná sportovní organisace Baník Vítkovické železárny Klementa Gottwalda Moravské Budějovice)
- 1957 – TJ Sokol Moravské Budějovice (Tělovýchovná jednota Sokol Moravské Budějovice) – sloučením s DSO Slavoj Moravské Budějovice a DSO Tatran Moravské Budějovice
- 1986 – TJ Moravské Budějovice (Tělovýchovná jednota Moravské Budějovice)
- 1991 – SK Moravské Budějovice (Sportovní klub Moravské Budějovice)
- 2016 – SK Moravské Budějovice, z. s. (Sportovní klub Moravské Budějovice, zapsaný spolek)

## Počátky kopané v Moravských Budějovicích

### SK Moravské Budějovice (1911 – dosud)
Fotbal se hrál v Moravských Budějovicích již v roce 1907, ale k založení prvního klubu došlo teprve dne 25. března 1911, kdy vznikl Sportovní klub Moravské Budějovice. Zakládající schůze v hostinci „U bílého koníčka“ se účastnilo 22 lidí, předsedou oddílu se stal ředitel školy pan Ladislav Chválek.
První světová válka znamenala přerušení činnosti klubu. Na mimořádnou schůzi 21. února 1915 přišlo jen několik nejvěrnějších příznivců. Zde bylo oznámeno, že SK Moravské Budějovice končí svoji činnost a spolek je rozpuštěn.
V pátek 25. dubna 1919, kdy došlo k obnovení Sportovního klubu, se mezi členy hojně hlásili studenti moravskobudějovického gymnázia. Tento ústav má s kopanou v Moravských Budějovicích souběžnou historii, byl založen ve stejném roce jako klub.
Prvním trenérem se stal ve 30. letech profesor tělocviku Jaroslav Orlíček z Podivína.
V úterý 16. května 1939 sloučením SK a DSK vznikl Atleticko fotbalový klub Moravské Budějovice.

### Rudá hvězda Moravské Budějovice (1921 – 1929)
Rudá hvězda byla v Moravských Budějovicích založena v roce 1921 jako fotbalový odbor Jednotné proletářské tělovýchovy. Nebyla však klubem registrovaným a proto těžko hledala soupeře. Nepřízeň úřadů spolu s finančními těžkostmi
způsobily, že se kolektiv v roce 1929 musel rozejít.

### DSK Moravské Budějovice (1928 – 1939)
V sobotu 19. května 1928 se sešlo 25 příznivců na ustavující schůzi nového fotbalového klubu, který si zvolil název Dělnický sportovní klub Moravské Budějovice. Prvním předsedou DSK byl zvolen profesor Horák a jednatelem František Havlík. Patronem klubu se stala sociálně demokratická strana, která přispěla k materiálnímu zabezpečení klubu.

## Zázemí klubu
Před první světovou válkou se hrálo „Na tržnici“. V první polovině června 1936 bylo oploceno nové hřiště „Na Valech“, které však zanedlouho přestalo vyhovovat a v červenci 1941 bylo přebudováno. Původní hřiště, což byla louka, se rozoralo a posunulo dále od řeky Rokytné. Upravená plocha měla škvárový povrch. Byly vybudovány dřevěné provozní budovy s kabinami pro mužstva, hospodáře a rozhodčí. Byl instalován první rozhlas.
Koncem 40. let začala Na Valech výstavba stadionu s atletickou drahou. V roce 1951 se klub vrátil z prozatímního hřiště na letišti na přebudované hřiště Na Valech.
V sezoně 1988/89 se z důvodu rekonstrukce hrací plochy odehrála domácí utkání „A“ mužstva na hřišti v Šebkovicích. „B“ mužstvo, dorost a žáci hráli svá utkání na škvárovém hřišti, které bylo vybudováno vedle hlavního travnatého hřiště.
V sobotu 16. června 1990 bylo předáno fotbalistům do užívání nově zatravněné hlavní hřiště v areálu Na Valech, které slouží až do dnešních dnů.

## Mládežnické úspěchy
Roku 1951 přešla moravskobudějovická učňovská škola pod název Středisko pracujícího dorostu (SPD) a z jejích učňů byl vybrán kolektiv, který se po ročním účinkování v roce 1952 probojoval až do celostátního finále mezi čtyři nejlepší dorostenecké celky Československa.
Toto dorostenecké mužstvo pod názvem SPD ÚMEZ (Ústředí pro mechanisaci zemědělství) Moravské Budějovice se stalo suverénním vítězem okresní a poté i krajské soutěže. Dále se ve skupině střetlo s přeborníky krajů: TOS Rakovník (výsledek 3:3, Pražský kraj), Agrostroj Jičín (3:1, Hradecký kraj), Tesla Pardubice (3:0 kontumačně, Pardubický kraj) a Autorenova Liberec (4:2, Liberecký kraj), čímž postoupilo do závěrečného turnaje.
Ve finalové skupině již ale nestačilo na dorostenecké celky ligových oddílů a prohrálo se Zbrojovkou Brno 0:9, s ČSD Košice 0:3 a se Škodou Smíchov 2:6. Ohlasem tohoto úspěchu – 4. místa v mistrovství republiky – bylo zřízení fotbalové sportovní školy dorostu (SŠD) v Moravských Budějovicích, která byla řízena KV TVS (krajský výbor pro tělesnou výchovu a sport) v Jihlavě.

## Umístění v jednotlivých sezonách
Legenda: Z – zápasy, V – výhry, R – remízy, P – porážky, VG – vstřelené góly, OG – obdržené góly, +/- – rozdíl skóre, B – body, červené podbarvení – sestup, zelené podbarvení – postup, fialové podbarvení – reorganizace, změna skupiny či soutěže
| Československo (1938 – 1939)             |                                                            |                                                            |                                                            |                                                            |                                                            |                                                            |                                                            |                                                            |                                                            |                                                            |                                                            |
| Sezóna                                   | Liga                                                       | Úroveň                                                     | Z                                                          | V                                                          | R                                                          | P                                                          | VG                                                         | OG                                                         | +/-                                                        | B                                                          | Pozice                                                     |
| 1938/39                                  | II. třída – XI. okrsek                                     | 5                                                          |                                                            | ...                                                        | ...                                                        | ...                                                        | ...                                                        | ...                                                        | ...                                                        |                                                            | 1.                                                         |
| Protektorát Čechy a Morava (1939 – 1945) |                                                            |                                                            |                                                            |                                                            |                                                            |                                                            |                                                            |                                                            |                                                            |                                                            |                                                            |
| Sezóna                                   | Liga                                                       | Úroveň                                                     | Z                                                          | V                                                          | R                                                          | P                                                          | VG                                                         | OG                                                         | +/-                                                        | B                                                          | Pozice                                                     |
| ...                                      |                                                            |                                                            |                                                            |                                                            |                                                            |                                                            |                                                            |                                                            |                                                            |                                                            |                                                            |
| 1944/45                                  | Končila druhá světová válka, pravidelné soutěže se nehrály | Končila druhá světová válka, pravidelné soutěže se nehrály | Končila druhá světová válka, pravidelné soutěže se nehrály | Končila druhá světová válka, pravidelné soutěže se nehrály | Končila druhá světová válka, pravidelné soutěže se nehrály | Končila druhá světová válka, pravidelné soutěže se nehrály | Končila druhá světová válka, pravidelné soutěže se nehrály | Končila druhá světová válka, pravidelné soutěže se nehrály | Končila druhá světová válka, pravidelné soutěže se nehrály | Končila druhá světová válka, pravidelné soutěže se nehrály | Končila druhá světová válka, pravidelné soutěže se nehrály |
| Československo (1945 – 1993)             |                                                            |                                                            |                                                            |                                                            |                                                            |                                                            |                                                            |                                                            |                                                            |                                                            |                                                            |
| Sezóny                                   | Liga                                                       | Úroveň                                                     | Z                                                          | V                                                          | R                                                          | P                                                          | VG                                                         | OG                                                         | +/-                                                        | B                                                          | Pozice                                                     |
| ...                                      |                                                            |                                                            |                                                            |                                                            |                                                            |                                                            |                                                            |                                                            |                                                            |                                                            |                                                            |
| 1946/47                                  | I. B třída BZMŽF – II. okrsek                              | 4                                                          | 22                                                         | 10                                                         | 4                                                          | 8                                                          | 83                                                         | 87                                                         | -4                                                         | 24                                                         | 5.                                                         |
| 1947/48                                  | I. B třída BZMŽF – II. okrsek                              | 4                                                          | 22                                                         | ...                                                        | ...                                                        | ...                                                        | ...                                                        | ...                                                        | ...                                                        |                                                            |                                                            |
| ...                                      |                                                            |                                                            |                                                            |                                                            |                                                            |                                                            |                                                            |                                                            |                                                            |                                                            |                                                            |
| 1951                                     | Krajská soutěž – Jihlava                                   | 2                                                          | 17                                                         | 6                                                          | 1                                                          | 10                                                         | 52                                                         | 58                                                         | -6                                                         | 13                                                         | 9.                                                         |
| 1952                                     | Krajský přebor – Jihlava                                   | 2                                                          | 22                                                         | 3                                                          | 1                                                          | 18                                                         | 25                                                         | 105                                                        | -80                                                        | 7                                                          | 12.                                                        |
| ...                                      |                                                            |                                                            |                                                            |                                                            |                                                            |                                                            |                                                            |                                                            |                                                            |                                                            |                                                            |
| 1954                                     | Krajský přebor – Jihlava                                   | 3                                                          | 18                                                         | 6                                                          | 2                                                          | 10                                                         | 30                                                         | 52                                                         | -22                                                        | 14                                                         | 5.                                                         |
| ...                                      |                                                            |                                                            |                                                            |                                                            |                                                            |                                                            |                                                            |                                                            |                                                            |                                                            |                                                            |
| 1991/92                                  | I. B třída Jihomoravské župy – sk. A                       | 7                                                          | 26                                                         | 14                                                         | 8                                                          | 4                                                          | 63                                                         | 32                                                         | +31                                                        | 36                                                         | 1.                                                         |
| 1992/93                                  | I. A třída Jihomoravské župy – sk. B                       | 6                                                          | 26                                                         | 9                                                          | 8                                                          | 9                                                          | 30                                                         | 39                                                         | -9                                                         | 26                                                         | 8.                                                         |
| Česko (1993 – )                          |                                                            |                                                            |                                                            |                                                            |                                                            |                                                            |                                                            |                                                            |                                                            |                                                            |                                                            |
| Sezóna                                   | Liga                                                       | Úroveň                                                     | Z                                                          | V                                                          | R                                                          | P                                                          | VG                                                         | OG                                                         | +/-                                                        | B                                                          | Pozice                                                     |
| 1993/94                                  | I. A třída Jihomoravské župy – sk. B                       | 6                                                          | 26                                                         | 9                                                          | 5                                                          | 12                                                         | 45                                                         | 59                                                         | -14                                                        | 32                                                         | 12.                                                        |
| 1994/95                                  | I. A třída Jihomoravské župy – sk. B                       | 6                                                          | 26                                                         | 9                                                          | 8                                                          | 9                                                          | 25                                                         | 37                                                         | -12                                                        | 35                                                         | 7.                                                         |
| 1995/96                                  | I. A třída Jihomoravské župy – sk. B                       | 6                                                          | 26                                                         | 7                                                          | 5                                                          | 14                                                         | 41                                                         | 52                                                         | -11                                                        | 26                                                         | 11.                                                        |
| 1996/97                                  | I. A třída Jihomoravské župy – sk. B                       | 6                                                          | 26                                                         | 8                                                          | 6                                                          | 12                                                         | 43                                                         | 46                                                         | -3                                                         | 30                                                         | 10.                                                        |
| 1997/98                                  | I. A třída Jihomoravské župy – sk. B                       | 6                                                          | 26                                                         | 10                                                         | 8                                                          | 8                                                          | 36                                                         | 35                                                         | +1                                                         | 38                                                         | 8.                                                         |
| 1998/99                                  | I. A třída Jihomoravské župy – sk. A                       | 6                                                          | 26                                                         | 10                                                         | 5                                                          | 11                                                         | 39                                                         | 41                                                         | -2                                                         | 35                                                         | 11.                                                        |
| 1999/00                                  | I. A třída Jihomoravské župy – sk. A                       | 6                                                          | 26                                                         | ...                                                        | ...                                                        | ...                                                        | ...                                                        | ...                                                        | ...                                                        |                                                            |                                                            |
| 2000/01                                  | I. A třída Jihomoravské župy – sk. A                       | 6                                                          | 26                                                         | 9                                                          | 5                                                          | 12                                                         | 56                                                         | 58                                                         | -2                                                         | 32                                                         | 12.                                                        |
| 2001/02                                  | I. B třída Jihomoravské župy – sk. C                       | 7                                                          | 26                                                         | 14                                                         | 2                                                          | 10                                                         | 50                                                         | 36                                                         | +14                                                        | 44                                                         | 3.                                                         |
| 2002/03                                  | I. A třída Kraje Vysočina – sk. B                          | 6                                                          | 26                                                         | 6                                                          | 4                                                          | 16                                                         | 37                                                         | 57                                                         | -20                                                        | 22                                                         | 12.                                                        |
| 2003/04                                  | I. A třída Kraje Vysočina – sk. B                          | 6                                                          | 26                                                         | 9                                                          | 7                                                          | 10                                                         | 42                                                         | 48                                                         | -6                                                         | 34                                                         | 8.                                                         |
| 2004/05                                  | I. A třída Kraje Vysočina – sk. B                          | 6                                                          | 26                                                         | 9                                                          | 9                                                          | 8                                                          | 52                                                         | 45                                                         | +7                                                         | 36                                                         | 6.                                                         |
| 2005/06                                  | I. A třída Kraje Vysočina – sk. B                          | 6                                                          | 26                                                         | 16                                                         | 5                                                          | 5                                                          | 62                                                         | 27                                                         | +35                                                        | 53                                                         | 1.                                                         |
| 2006/07                                  | Přebor Kraje Vysočina                                      | 5                                                          | 26                                                         | 10                                                         | 4                                                          | 12                                                         | 35                                                         | 44                                                         | -9                                                         | 34                                                         | 9.                                                         |
| 2007/08                                  | Přebor Kraje Vysočina                                      | 5                                                          | 30                                                         | 6                                                          | 12                                                         | 12                                                         | 41                                                         | 56                                                         | -15                                                        | 30                                                         | 13.                                                        |
| 2008/09                                  | Přebor Kraje Vysočina                                      | 5                                                          | 30                                                         | 8                                                          | 10                                                         | 12                                                         | 38                                                         | 56                                                         | -18                                                        | 34                                                         | 13.                                                        |
| 2009/10                                  | Přebor Kraje Vysočina                                      | 5                                                          | 30                                                         | 8                                                          | 5                                                          | 17                                                         | 51                                                         | 65                                                         | -14                                                        | 29                                                         | 12.                                                        |
| 2010/11                                  | Přebor Kraje Vysočina                                      | 5                                                          | 30                                                         | 9                                                          | 7                                                          | 14                                                         | 40                                                         | 56                                                         | -16                                                        | 34                                                         | 11.                                                        |
| 2011/12                                  | Přebor Kraje Vysočina                                      | 5                                                          | 30                                                         | 10                                                         | 6                                                          | 14                                                         | 41                                                         | 46                                                         | -5                                                         | 36                                                         | 13.                                                        |
| 2012/13                                  | Přebor Kraje Vysočina                                      | 5                                                          | 30                                                         | 6                                                          | 9                                                          | 15                                                         | 39                                                         | 60                                                         | -21                                                        | 27                                                         | 14.                                                        |
| 2013/14                                  | Přebor Kraje Vysočina                                      | 5                                                          | 30                                                         | 14                                                         | 5                                                          | 11                                                         | 40                                                         | 41                                                         | -1                                                         | 47                                                         | 5.                                                         |
| 2014/15                                  | Přebor Kraje Vysočina                                      | 5                                                          | 30                                                         | 13                                                         | 9                                                          | 8                                                          | 41                                                         | 33                                                         | +8                                                         | 48                                                         | 7.                                                         |
| 2015/16                                  | Přebor Kraje Vysočina                                      | 5                                                          | 26                                                         | 10                                                         | 4                                                          | 12                                                         | 39                                                         | 47                                                         | -8                                                         | 34                                                         | 9.                                                         |
| 2016/17                                  | Přebor Kraje Vysočina                                      | 5                                                          | 26                                                         | 5                                                          | 4                                                          | 17                                                         | 22                                                         | 53                                                         | -31                                                        | 19                                                         | 12.                                                        |
| 2017/18                                  | I. A třída Kraje Vysočina – sk. B                          | 6                                                          | 26                                                         | 6                                                          | 2                                                          | 18                                                         | 34                                                         | 68                                                         | -34                                                        | 20                                                         | 13.                                                        |
| 2018/19                                  | I. B třída Kraje Vysočina – sk. B                          | 7                                                          | 26                                                         | 12                                                         | 3                                                          | 11                                                         | 62                                                         | 57                                                         | +5                                                         | 39                                                         | 6.                                                         |
| 2019/20                                  | I. B třída Kraje Vysočina – sk. B                          | 7                                                          | 13                                                         | 6                                                          | 2                                                          | 5                                                          | 38                                                         | 31                                                         | +8                                                         | 20                                                         | 6.                                                         |
| 2020/21                                  | I. B třída Kraje Vysočina – sk. B                          | 7                                                          | 10                                                         | 3                                                          | 0                                                          | 7                                                          | 17                                                         | 27                                                         | -10                                                        | 9                                                          | 14.                                                        |
| 2021/22                                  | SPORTFOTBAL Okresní přebor Třebíčska                       | 8                                                          | 26                                                         | 19                                                         | 5                                                          | 2                                                          | 102                                                        | 30                                                         | +72                                                        | 62                                                         | 1.                                                         |
| 2022/23                                  | I. B třída Kraje Vysočina – sk. B                          | 7                                                          | 26                                                         | 10                                                         | 5                                                          | 11                                                         | 60                                                         | 66                                                         | -6                                                         | 35                                                         | 7.                                                         |
| 2023/24                                  | I. B třída Kraje Vysočina – sk. B                          | 7                                                          | 26                                                         | 13                                                         | 2                                                          | 11                                                         | 58                                                         | 62                                                         | -4                                                         | 41                                                         | 6.                                                         |
| 2024/25                                  | 7. liga mužů KFS Vysočina – sk. B                          | 7                                                          | 26                                                         | 7                                                          | 3                                                          | 16                                                         | 59                                                         | 78                                                         | -19                                                        | 24                                                         | 10.                                                        |

Poznámky:
- 1951: Chybí výsledek jednoho utkání.[3]
- 2001/02: Po sezoně došlo k reogranizaci krajských soutěží (župy → kraje).[1][16]

## SK Moravské Budějovice „B“
SK Moravské Budějovice „B“ je rezervním mužstvem Moravských Budějovic, které se pohybuje v okresních soutěžích.

### Umístění v jednotlivých sezonách
Legenda: Z – zápasy, V – výhry, R – remízy, P – porážky, VG – vstřelené góly, OG – obdržené góly, +/- – rozdíl skóre, B – body, červené podbarvení – sestup, zelené podbarvení – postup, fialové podbarvení – reorganizace, změna skupiny či soutěže
| Česko (2009 – )                                                 |                                  |        |    |    |   |    |    |    |     |    |        |
| Sezóny                                                          | Liga                             | Úroveň | Z  | V  | R | P  | VG | OG | +/- | B  | Pozice |
| 2009/10                                                         | Okresní přebor Třebíčska         | 8      | 26 | 9  | 4 | 13 | 42 | 60 | -18 | 31 | 11.    |
| 2010/11                                                         | Okresní přebor Třebíčska         | 8      | 26 | 9  | 7 | 10 | 41 | 48 | -7  | 34 | 9.     |
| 2011/12                                                         | Okresní přebor Třebíčska         | 8      | 26 | 18 | 2 | 6  | 80 | 33 | +47 | 56 | 1.     |
| 2012/13                                                         | Okresní přebor Třebíčska         | 8      | 26 | 13 | 5 | 8  | 70 | 63 | +7  | 44 | 5.     |
| V letech 2013–2017 nebylo B-mužstvo přihlášeno v žádné soutěži. |                                  |        |    |    |   |    |    |    |     |    |        |
| 2017/18                                                         | Základní třída Třebíčska – sk. B | 10     | 18 | 15 | 0 | 3  | 72 | 40 | +32 | 45 | 1.     |
| 2018/19                                                         | Okresní soutěž Třebíčska         | 9      | 26 | 10 | 4 | 12 | 79 | 85 | -6  | 34 | 11.    |
| 2019/20                                                         | Okresní soutěž Třebíčska         | 9      | 13 | 8  | 2 | 3  | 42 | 26 | +16 | 26 | 3.     |
| 2020/21                                                         | Okresní soutěž Třebíčska         | 9      | 10 | 5  | 1 | 4  | 33 | 28 | +5  | 16 | 7.     |
| 2021/22                                                         | Okresní soutěž Třebíčska         | 9      | 26 | 13 | 2 | 11 | 80 | 73 | +7  | 41 | 5.     |
| 2022/23                                                         | Okresní soutěž Třebíčska         | 9      | 24 | 10 | 1 | 13 | 57 | 61 | -4  | 31 | 9.     |
| 2023/24                                                         | Okresní soutěž Třebíčska         | 9      | 26 | 8  | 6 | 12 | 51 | 66 | -15 | 30 | 8.     |
| 2024/25                                                         | 9. liga mužů OFS Třebíč          | 9      | 26 | 10 | 3 | 13 | 65 | 77 | -12 | 33 | 7.     |

Poznámky:
- 2011/12: Moravskobudějovičtí se postupu vzdali.[18]